# 湘南道路
湘南道路（しょうなんどうろ）は、神奈川県逗子市、鎌倉市および藤沢市にかつて存在した、日本道路公団所管の有料道路。

## 概要
全線が二級国道134号横須賀大磯線の一部として建設され、「逗子区間」と「鎌倉区間」の2区間があった。現在は無料開放されている。

### 逗子区間
- 起点:逗子市大字新宿
- 終点:鎌倉市由比ヶ浜
- 料金徴収期間:1964年（昭和39年）10月9日-1986年（昭和61年）6月30日
- 事業費:10億9,500万円[1]

### 鎌倉区間
- 起点:藤沢市片瀬
- 終点:鎌倉市由比ヶ浜
- 料金徴収期間:1956年（昭和31年）7月1日-1975年（昭和50年）2月28日
- 事業費:2億1,500万円[1]
七里ガ浜海岸駐車場は、パーキングを駐車場に転用したものである。料金所はダブルドアーズ七里ガ浜の前にあった。現在の跡地は歩道と車道の間に植栽が設置されて不自然に歩道がくびれている。

## 変遷
- 1956年（昭和31年）6月29日 - 二級国道134号横須賀大磯線（後の国道134号）中、藤沢市片瀬東浜から鎌倉市由比ケ浜までを「湘南道路」とし、料金徴収期間は1970年（昭和45年）3月31日までとする[2]。後の「鎌倉区間」にあたる区間。
- 1956年（昭和31年）7月1日 - 料金徴収を開始[2]。
- 1964年（昭和39年）10月9日 - 国道134号中、逗子市大字新宿から藤沢市片瀬までを「湘南道路」とし、料金徴収期間は、1986年（昭和61年）6月30日までとする。「逗子区間」と「鎌倉区間」の2区間を置く[3]。
- 1975年（昭和50年）3月1日 - 「鎌倉区間」を無料開放[4]。
- 1983年（昭和58年）12月1日 - 通行料を改定[5]。
- 1986年（昭和61年）7月1日 - 「逗子区間」を無料開放。

## 通行料金
回数券は、31回につき1回、110回につき10回、250回につき50回それぞれ割り引く。

### 1956年7月1日改定
鎌倉区間のみの料金。開通から当面の間、午前0-5時は無料。
- 小型乗用自動車、小型貨物自動車:30円
- 普通乗用自動車、普通貨物自動車:50円
- 乗合型自動車:路線100円、その他150円
- 特殊自動車:150円
- 軽自動車:10円
- 原動機付自転車:10円

### 1964年10月9日改定
鎌倉区間、逗子区間各々の料金（同一料金）。
- 小型乗用自動車（二輪車除く）、小型貨物自動車:30円
- 普通乗用自動車、普通貨物自動車:50円
- 乗合型自動車:路線100円、その他150円
- 大型特殊自動車:150円
- 軽自動車、小型特殊自動車、原動機付自転車:10円
- 軽車両、自転車:10円（逗子区間のみ）

鎌倉区間の未使用回数券は、日本道路公団東京第一管理局および湘南道路管理事務所にて、1975年3月1日-31日の間払い戻された。

### 1975年3月1日改定
鎌倉区間は無料開放となり、逗子区間のみの料金。
- 小型自動車:30円
- 普通乗用自動車、普通貨物自動車:50円
- 乗合型自動車:路線100円、その他150円
- 大型特殊自動車:150円
- 軽自動車、小型二輪自動車、小型特殊自動車、原動機付自転車、軽車両、自転車:10円

自転車の学割回数券は、110回につき55回割り引く。
未使用回数券は、日本道路公団東京第一管理局および同管理局湘南道路管理事務所にて、1983年12月1日-1984年5月31日の間払い戻された。

### 1983年12月1日改定
逗子区間の料金。
- 普通車:50円
- 大型車:100円
- 特大車:200円
- 軽自動車:30円
- 原動機付自転車、軽車両、自転車:10円

自転車の学割回数券は、110回につき55回割り引く。
障害者割引は、50%とする。

## 通過市町村
- 神奈川県
  - 逗子市 - 鎌倉市 - 藤沢市